# 甲斐正人
甲斐 正人（かい まさと、1951年8月6日 - ）は、日本の音楽家。

## 略歴・人物
東京都出身。東京藝術大学作曲科卒業後、広瀬健次郎に師事し、現代制作に入社。映画、テレビ、演劇などの幅広いジャンルに楽曲を提供している。
1983年、映画『蒲田行進曲』で第6回日本アカデミー賞最優秀音楽賞を受賞。
1986年、宝塚歌劇団の演出家である岡田敬二からの誘いで、月組公演『ラ・ノスタルジー』で初めて楽曲提供をする。以降数々の楽曲提供を行っている。
1988年に松山善三と共にミュージカルショップを結成。
1994年、映画『虹の橋』にて、94年度「日本アカデミー賞」優秀音楽賞受賞・94年度「おおさか映画祭」最優秀音楽賞受賞。
オリジナルミュージカル『出島』の作曲・帝国劇場ミュージカル『エリザベート』の音楽監督で、2001年度「読売新聞演劇大賞」最優秀スタッフ賞受賞。
2017年度菊田一夫演劇賞特別賞受賞（永年の作曲及び音楽活動の功績に対して）。
趣里主演のNHK連続テレビ小説『ブギウギ』歌劇音楽を担当。

## 楽曲提供作品
- チェリッシュ「想い出を香水のように」「危険な恋なら」（編曲）
- ピーター「どぉ?!」（編曲）
- 福家美峰「恋人講座」（編曲）
- 松坂慶子「海と宝石」「霧に走る」（編曲）
- 山本譲二「馬鹿な男の物語」（編曲）
- 由紀さおり「心の家路」（編曲）
- 雪村いづみ「この道のどこかで」（作曲）
- 戸川京子「未成年」（編曲）
- うえだやすひろ「とものうらランデブー」（編曲）
- BIRDS「二代目はクリスチャンのテーマ」（作曲・編曲）

## 音楽担当作品

### 映画
- 蒲田行進曲（1982年）
- 汚れた英雄（1982年）
- 人生劇場（1983年）
- 迷走地図（1983年）
- 唐獅子株式会社（1983年）
- 魔の刻（1983年）
- スパルタの海（1983年製作・2011年公開）
- チーちゃんごめんね（1984年）
- 愛情物語（1984年）
- 二代目はクリスチャン（1985年）
  - 二代目はクリスチャン オリジナル・サウンドトラック
- 結婚案内ミステリー（1985年）
- 母（1988年）
- はぐれ刑事純情派（1989年）
- 虹の橋（1993年）
- ホーム・スイートホーム（2000年）

### テレビドラマ
- 土曜ワイド劇場西村京太郎トラベルミステリー（1983年 - 2022年）
- ママ、大変だァ!（1985年）
- 大都会25時（1987年）
- アナウンサーぷっつん物語（1987年）
- はぐれ刑事純情派（1988年 - 2009年）
- 幸せの時間（2012年）
- ブギウギ（2023、歌劇音楽）

### 宝塚歌劇
- 『鳳凰伝 -カラフとトゥーランドット-』（2002年、宙組）
- 『王家に捧ぐ歌』（2003年、星組）
- 『スサノオ－創国の魁－』（2004年、雪組）
- 『炎にくちづけを』（2005年、宙組）
- 『暁のローマ』（2006年、月組）
- 『明智小五郎の事件簿 -黒蜥蜴-』（2007年、花組）
- 『舞姫－MAIHIME－』（2007年、花組）
- 『Paradise Prince』（2008年、宙組）
- 『My dear New Orleans -愛する我が街-』（2009年、星組）
- 『Reo de Bravo!!』（2009年、雪組）
- 『ハプスブルクの宝剣－魂に宿る光－』（2010年、星組）
- 『オネーギンEvgeny Onegin －あるダンディの肖像－』（2010年、雪組）
- 『ネオ・ロマンチック・レビュー「GRAND MIRAGE!」』（2023年、花組）

### 舞台
- 「ミュージカル坂本龍馬」（1989年・1991年、新神戸オリエンタル劇場・日本青年館）
- 「ジキルとハイド」
- 「エリザベート」
- 「リボンの騎士 ザ・ミュージカル」（2006年8月1日 - 27日、新宿コマ劇場）
- 「The Musical AIDA -宝塚歌劇団「王家に捧ぐ歌」より-」（2009年8月 - 10月、東京国際フォーラム、梅田芸術劇場）
- ミュージカル「アトム」（2010年 - 2013年、全国公演）
- ミュージカル「エディット・ピアフ」（2011年、天王洲 銀河劇場）
- ミュージカル「おもひでぽろぽろ」（2011年4月、天王洲 銀河劇場）
- 「風を結んで」（2011年6月4日 - 19日、シアタークリエ）
- 「ふるあめりかに袖はぬらさじ」（2023年9月2日～26日、新橋演舞場）